# Covid-19-pandemin
Covid-19-pandemin är en pandemi av sjukdomen covid-19, som orsakas av viruset sars-cov-2. Viruset orsakar en typ av luftvägsinfektion med symptom som snuva, andnöd, huvudvärk, hosta och feber, som i vissa fall orsakar lunginflammation och kan leda till döden. Enligt Världshälsoorganisationen hade covid-19 i slutet av oktober 2022 drabbat över 620 miljoner människor med mer än 6,5 miljoner rapporterade dödsfall som följd. Den 5 maj 2023 deklarerade WHO att covid-19 inte längre utgör ett globalt hälsonödläge men fortsätter att hänvisa till det som en pandemi på grund av dess fortsatt pågående spridning runt om i hela världen.
Utbrottet startade i den kinesiska staden Wuhan i provinsen Hubei i december 2019 och spred sig sedan vidare runt om hela världen. Först drabbades främst andra provinser inom Kina samt angränsande länder i östra Asien. Ett mindre antal fall hittades utanför Asien under utbrottets första period. I slutet av februari 2020 ökade antalet fall i Iran och Italien kraftigt och smittan spreds både inom dessa länder och vidare ifrån dem, främst runtom i Europa och till USA. Så småningom kunde viruset påvisas på alla kontinenter, även Antarktis som fick sina första sjukdomsfall 21 december 2020, drygt ett år efter att sjukdomen upptäcktes. Den 11 mars 2020 meddelade Världshälsoorganisationen (WHO) att spridningen av covid-19 skulle klassas som en pandemi. Det har rapporterats att 5,42 miljoner människor har dött av covid-19 under åren 2020 och 2021, men WHO har uppskattat att covid-19-pandemin har medfört en överdödlighet på nästan 15 miljoner dödsfall under den tidsperioden.
Pandemin har lett till stora konsekvenser för världsekonomin, såväl inom tillverkningsindustri som tjänstesektor. På många håll i världen har brist på mediciner och olika nödvändiga varor rapporterats. Effekterna på världens distributionskedjor stördes. Börser runtom i världen uppvisade till en början en mycket starkt negativ utveckling. Den 28 februari 2020 inträffade den största enskilda nedgången på de globala börsmarknaderna sedan finanskrisen 2008, och Internationella valutafonden spådde den 14 april att den ekonomiska recession som lär följa i pandemins spår kommer att bli den största sedan Den stora depressionen 1929.
I takt med pandemins spridning ställdes många evenemang, konferenser och liknande in inom exempelvis sport, kultur och teknik, för att nämna några sektorer. Påverkan på flyg- och reseindustrin blev mycket stor. Pandemin innebar också stora utmaningar för utbildningssektorn, där skolor för en stor mängd av världens elever och studenter i april 2020 hade stängt sina lokaler. I samband med utbrottet och under de år som följde har desinformation och konspirationsteorier också spridits. Vissa myndigheter har pratat om en pågående "infodemi".

## Uppkomst och global spridning

Karta över kumulativt antal döda per miljoner invånare.

Symptom som kan uppträda vid covid-19.

De första sjukdomsfallen skedde i slutet av 2019 och den 31 december samma år fick Världshälsoorganisationens (WHO) lokala kontor i Kina information om att en ny typ av lunginflammation dykt upp i staden Wuhan. Den 7 januari 2020 kunde kinesiska myndigheter identifiera viruset som en ny typ av coronavirus, varpå WHO gav det tillfälliga engelska namnet 2019 novel coronavirus, förkortat 2019-nCoV. Pandemin har även kallats coronaviruspandemin eller coronapandemin, även om det förekommit epidemier och utbrott tidigare orsakade av andra coronavirus såsom SARS.
Flera läkare i Wuhan försökte på ett tidigt stadium upplysa och varna allmänheten om faran med viruset men anklagades av lokal polis för ryktesspridning och tvingades att officiellt dra tillbaka sina påståenden som falska. Det finns olika uppgifter om när första sjukdomsfallet inträffade – det som brukar kallas för indexfall. Det första kända fallet kan spåras till Wuhan den 1 december 2019 och under december månad ökade antalet fall i Hubei-provinsen gradvis. Av de 41 först bekräftat smittade hade 66 procent varit exponerade för en matmarknad i staden. Marknaden, där levande djur som råttor och vargar såldes, stängdes därvid och en utredning inleddes. En teori var och är att viruset härstammar från något av dessa djur, att det med andra ord har zoonotiskt ursprung. År 2022 publicerades två studier som med olika metoder kommit fram till att pandemin sannolikt startade i djur som såldes på Huanans matmarknad.
Det första fallet som kunde bekräftas där viruset spridits mellan människor påvisades den 20 januari 2020. Den 13 februari skedde en kraftig ökning av antalet rapporterade fall av både smittade och avlidna; till stor del beroende på att kinesiska myndigheter nu började rapportera kliniskt diagnostiserade fall i provinsen Hubei och inte bara fall bekräftade med laboratorieprov. Av de 14 840 nya rapporterade fallen var 13 332 kliniskt diagnostiserade, dock var det okänt för WHO när under utbrottet de nyrapporterade fallen blev smittade.

### Spridning utanför Kina
Viruset spreds snabbt från Wuhan till andra delar av Kina, vidare till andra asiatiska länder, Oceanien, Europa, Nordamerika, Afrika och Sydamerika och därmed hade det fått en global spridning. I sin rapport från 1 februari 2020 angav Världshälsoorganisationen (WHO) att det fanns 11 953 bekräftade fall av smittade människor och 259 bekräftade dödsfall på grund av smittan. 11 821 av de bekräftade fallen samt alla utom ett dödsfall (i Filippinerna) var noterade i Kina. Den 4 februari inträffade det andra dödsfallet utanför Fastlandskina, denna gång i Hongkong. Den 15 februari hade totalt fyra dödsfall skett utanför Fastlandskina, i Filippinerna, Hongkong, Japan och Frankrike. Första gången som antalet nya fall var större utanför Kina än i Kina var 25 februari 2020, på grund av en snabb smittspridning i framförallt Iran, Italien och Sydkorea. Därmed hade även epidemins epicentrum flyttats utanför Kina. Fram till och med 2 mars var fortfarande dödsfallen fler i Kina än utanför, 42 döda i Kina respektive 24 döda utanför. Dagen efter registrerade WHO dock 31 döda i Kina och 38 döda utanför och därmed hade spridningen blivit större utanför Kina.

### WHO klassar epidemin som pandemi 11 mars 2020
Den 11 mars 2020 meddelade Världshälsoorganisationen (WHO) att spridningen av coronaviruset skulle klassas som en pandemi. Den 15 mars ökade antalet bekräftade fall för första gången med mer än 10 000 fall per dag. Den 25 och 26 mars var antalet nya bekräftade fall över 40 000 per dag och 27 mars passerade USA och Italien antalet bekräftade fall i Kina. Antalet nya fall i världen samma dag var över 60 000. Den 1 april var antalet nya döda under en dag över 4 000 personer och översteg således totala antalet dödsfall i Kina. USA hade under flera dagar i början på april över 1 000 döda per dag och den 11 april passerade man Italien som det land med flest avlidna i covid-19. Bekräftade fall fanns samtidigt från i stort sett alla världens länder. Den 21 april 2020 nådde antalet döda på en dag i USA 2 741 personer, vilket var den högsta noteringen för antalet döda på en dag i ett land.

### Pandemin avtar i Europa och USA i maj–juni 2020
Under maj och juni 2020 avtog epidemin i Europa och USA lite i styrka framför allt i Europa. Europa hade 1 maj 138 200 dödsfall sammanlagt med 2 239 registrerade döda av WHO och 31 maj var antalet 180 085 totalt och med "endast" 732 dödsfall. I slutet av juni hade Europa räknat in 197 254 döda med 416 avlidna på rapportdagen. Under juni hade cirka 17 000 dött i Europa medan siffran för maj var nära 42 000 döda. Motsvarande siffror i USA var 55 337 döda 1 maj, 101 567 döda 1 juni och 126 203 döda i juni månad; också det en minskning – från 46 000 döda till knappt 25 000 döda.

### Globalt fortsatte pandemin med oförändrad styrka
När situationen lättade i Europa förvärrades den i Latinamerika och Mexiko. Antalet döda i Amerika totalt var 69 087 den 1 maj 2020. Den 30 maj 2020 157 702 död och 30 juni 2020 247 000 döda dvs per månad 88 000 i maj och 90 000 döda i juni. Amerika hade i slutet av juni 2020 247 000 döda mot Europas 197 000 och även om man räknar bort USA från siffrorna så hade Amerika utanför USA 65 000 döda under juni månad 2020. Globalt hade pandemin skördat över 500 000 döda den 30 juni 2020 dvs under första halvåret 2020 med absoluta flertalet döda andra kvartalet. Den 27 september 2020 passerade antalet döda 1 miljon människor i världen. Tredje kvartalet 2020 hade alltså haft ungefär samma antal döda i sjukdomen som andra kvartalet.

### Pandemin värre under 2021 än under 2020
Tidningen SDS anger den 30 december antalet döda i världen den 28 december 2021 av covid-19 till 5 409 427. Den 31 december 2020 hade drygt 1,8 miljoner människor dött. Det har dött cirka 3,6 miljoner under hela 2021, dubbelt så många som under 2020. Sista kvartalet 2020 dog omkring 800 000 personer, dvs bara 200 000 färre än under de tre tidigare kvartalen 2020. Under 2021 dog sedan i genomsnitt 900 000 per kvartal det vill säga pandemin fortsatte med ökad styrka. USA var precis som i december 2020 det land som hade störst antal avlidna, över 800 000 döda den 28 december 2021.

### WHO deklarerar att covid-19 inte längre är ett globalt hälsonödläge
Den 5 maj 2023 deklarerade WHO att covid-19 inte längre utgör ett globalt hälsonödläge. Deklarationen kom efter det att WHO:s expertkommitté för pandemin vid sitt femtonde möte sedan pandemin bröt ut lämnat sin rekommendation till WHO:s generaldirektör och antalet dödsfall minskat med 95 procent sedan årsskiftet 2022/2023. Enligt WHO utgör covid-19 dock fortfarande ett globalt hälsohot. Nästan sju miljoner dödsfall har rapporterats till WHO, men den verkliga siffran bedöms vara minst 20 miljoner. Den 3 maj lade WHO fram en ny strategi för hur covid-19 skall bekämpas de kommande två åren. Fortsatta vaccinationer rekommenderas och en fortsatt beredskap för att agera vid en förvärrad situation betonades av WHO.

## Dödsfall
Den officiella dödssiffran den 11 mars 2022 är mer än 6 miljoner dödsfall orsakade av covid-19. Dödstalen varierar över regioner och över tid, de påverkas av hur många som har testats, hälsovårdens kvalitet, behandlingsmöjligheter, myndighetsåtgärder, tiden från första utbrottet och befolkningssammansättning, som ålder, kön och folkhälsa.
Flera mått används för att kvantifiera mortalitet. Vissa länders officiella redovisade dödssiffror redovisar personer som dött efter att ha testats positiva. De som inte har testats blir inte räknade. Andra länder inkluderar även dödsfall av personer som dog av andra underliggande sjukdomar efter att ha testats positivt, och till exempel Belgien har inkluderat misstänkta fall utan att de har testats och får då högre dödstal.
Officiella dödssiffror har troligen underrapporterat de verkliga dödstalen. Detta visas av överdödligheten, antalet genomsnittliga dödsfall under perioden har överskridit antalet genomsnittligt antal döda under en tidigare längre period. Data visar ett ökat dödstal som inte förklaras av covid-19-dödsfall ensamt. Olika undersökningar som använt sådana uppskattningar på världsdata ger olika resultat från 9,5 till 18,6 miljoner enligt The Economist i januari 2022, och 10,3 miljoner enligt Institute for Health Metrics and Evaluation i januari 2022. I dessa fall inkluderas dödsfall orsakade av att sjukvårdens kapacitet inte räckte till för vård av andra sjukdomar eller att de inte prioriterades. Även dödsfall relaterade till att man inte sökt vård till exempel för att undvika att bli smittad. Överdödligheten för åren 2020–2021 har i maj 2022 uppskattats av WHO till nästan 15 miljoner dödsfall, jämfört med officiellt rapporterade uppgifter om 5,42 miljoner dödsfall under den perioden.
Tiden för eventuellt dödsfall efter det att symptomen bryter ut varierar mycket från 6 till 41 dagar, men är oftast cirka 14 dagar. Dödligheten i sjukdomen stiger med ökande ålder. Personer med högst risk att dö av covid 19 är äldre och de med underliggande riskfaktorer genom olika sjukdomar. Ovaccinerade personer har högre dödlighet.

Bekräftade antal smittade i relation till folkmängden (uppdateras regelbundet). Olika länders siffror är inte jämförbara eftersom de har olika teststrategi.
> 100 000 fall per miljon invånare
30.000–100 000 fall per miljon invånare
10 000–30 000 fall per miljon invånare
3 000–10 000 fall per miljon invånare
1 000–3 000 fall per miljon invånare
300–1 000 fall per miljon invånare
0–300 fall per miljon invånare
Inga rapporterade fall

## Smittspridning
Covid-19 sprids i huvudsak via droppsmitta: små droppar som innehåller viruspartiklar frigörs från mun eller näsa vid hostning, nysning eller i lägre grad tal. Viruset tros huvudsakligen spridas från person till person. Eftersom dropparna är relativt tunga faller de snart till marken, vilket gör att smittan blir betydligt lägre om man håller avstånd. De minsta dropparna kan dock bli svävande längre tid (minuter eller t.o.m. timmar) som aerosoler speciellt i trånga utrymmen med nedsatt ventilation. Det är även möjligt att smittan kan spridas via ytor och föremål där droppar har landat – exempelvis bord och dörrhandtag. Hur smittan sprids, och därmed vilken roll olika smittvägar spelar, är ännu inte fullt klarlagt. Även om infektion via händerna inte tycks vara smittans huvudsakliga spridningsväg har Världshälsoorganisationen lyft fram att det är viktigt att tvätta händer med tvål och vatten eller använda handsprit efter att ha vidrört någon yta eller något föremål. Vissa studier har visat att smittan även kan spridas av personer som inte uppvisar några symptom, så kallad asymptomatisk smitta, eller presymptomatisk smitta, som innebär att personen är smittsam innan denne utvecklar symptom. Vissa studier pekar på att det snarare än asymptomatisk smitta kan handla om att personer har fört smitta vidare utan att själva ha uppfattat sig som sjuka.

### Superspridare
Superspridare är personer som smittar oproportionerligt många. Över huvud taget finns det mycket stor variation på hur många som smittas av en enskild smittbärare. En majoritet av de smittade för inte smittan vidare överhuvudtaget, medan en tiondel står för fyra femtedelar av smittspridningen. Vad detta beror på är inte klarlagt. Faktorer som kan inverka är hur socialt aktiv personen är, men också sjukdomsförloppet hos personen, hur personen andas och i vilken fas av sjukdomen en smittad rör sig bland många människor – covid-19 är som mest smittsam under en kortare tid. Om en person är mycket smittsam i samband med en större sammankomst kan följden lätt bli en superspridarhändelse. Det är svårt att förutsäga smittsamheten, men man kan begränsa spridningen genom att begränsa antalet närvarande i situationer där superspridning är möjlig.

## Bekämpande

Folkhälsomyndighetens rekommendationer om hur man undviker att bli smittad.

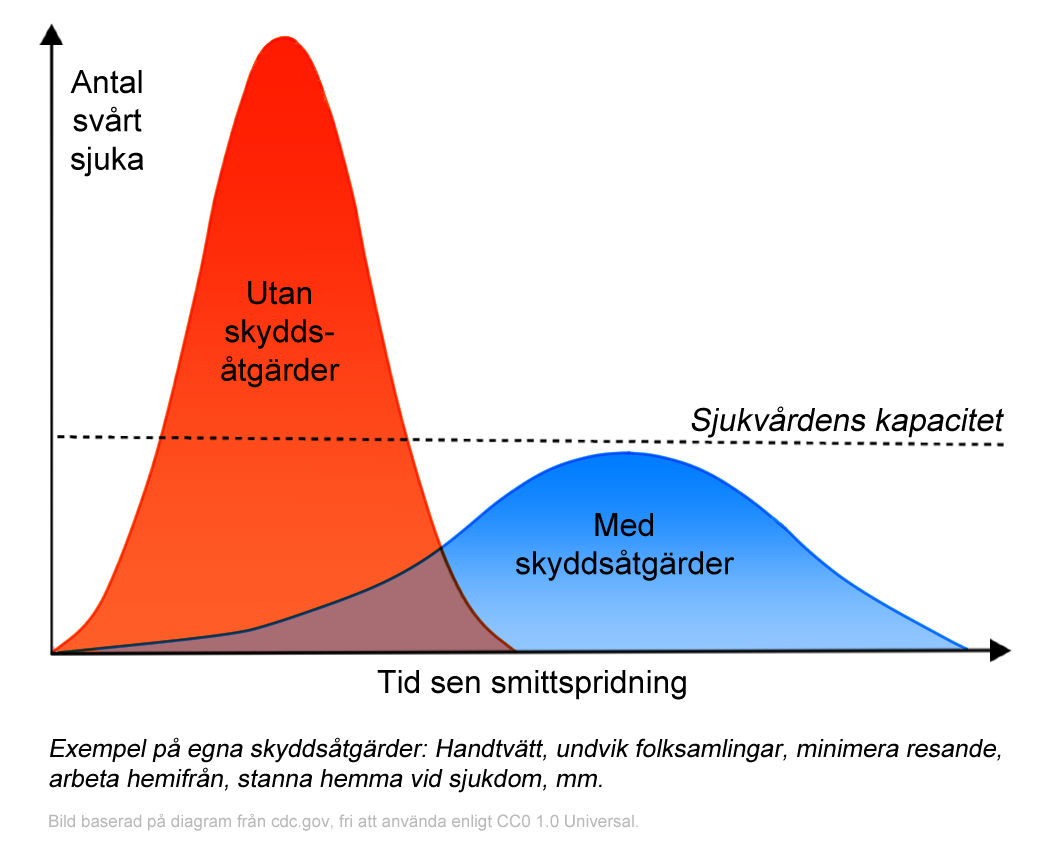
Skyddsåtgärderna syftar till att platta ut smittkurvan så att inte sjukvården överbelastas.

För att bekämpa smittspridningen av viruset rekommenderar WHO individer att noggrant tvätta händerna med tvål och vatten eller handsprit, äta väl tillagad mat och genomstekt kött samt hålla sig borta från smittade individer. Man uppmanas också att stanna hemma även om man har lindriga symptom som huvudvärk, hosta eller feber, samt hålla avstånd till andra om det finns lokal smittspridning i ens lokala gemenskap eller närområde. Människor uppmanas att röra sig ute så lite som möjligt i områden där viruset har inhemsk spridning. För att undvika att smitta andra rekommenderar Centers for Disease Control and Prevention att man är hemma om man är sjuk, täcker mun och näsa när man hostar eller nyser, och omedelbart tvättar händerna i minst 20 sekunder. CDC rekommenderar att använda andningsskydd om man är sjuk, men inte annars, eftersom de skydd som finns i första hand behöver gå till vårdgivare.
På ett samhälleligt plan har man använt sig av skilda åtgärder i olika länder, men även lokalt. På många platser hålls arbetsplatser, skolor och affärer hålls stängda. I Europa har flera länder stängt ner skolor och förbjudit större sammankomster. Strategierna skiljer sig dock åt. I Italien, Frankrike och Spanien har man beordrat medborgare att stanna inomhus, vilket upprätthålls genom att militär och polis patrullerar gator. I Storbritannien hålls däremot pubar öppet, och i Sverige grundskolor. På federal nivå har man i USA rekommenderat folk att undvika folksamlingar om mer än 10 personer, men i San Francisco har alla beordrats att stanna hemma. Sydkorea, Singapore och Hongkong har genom ett mycket stort antal tester och smittspårning lyckats begränsa utbrott och spridning utan att använda de auktoritära metoder som använts i Kina, men samma metoder har fungerat sämre på annat håll. De olika åtgärderna kan dels bero på var i smittspridningskurvan man befinner sig, dels på landets eller områdets kultur, resurser, styre och lagar. Det finns också olika teorier om vad som fungerar bäst. Världshälsoorganisationens generalsekreterare Tedros Adhanom Ghebreyesus framhåller dock att det inte räcker med en metod: "Inte bara tester. Inte bara smittspårning. Inte bara karantän. Inte bara social distansering. Gör allt av det."

### Social distansering
Social eller fysisk distansering är en metod att minska virusspridning, genom att människor håller ett fysiskt avstånd till varandra. Metoden kan användas genom självvald distansering, genom av myndigheter rekommenderad distansering, eller genom lagkrav. Som metod har den använts i Kina i kraftfulla försök att snabbt försöka få epidemin under kontroll, och flera länder har använt liknande metoder. Ofta har den sociala distanseringen inletts från myndighetshåll genom att förbjuda sammankomster om mer än 1 000 personer, en siffra som successivt sänkts vilket fått till följd att allt fler offentliga platser tvingats stänga, inklusive museer, restauranger, barer och kyrkor. Mataffärer och apotek tillåts i regel att hålla öppet. Allmänna råd om social distancering har bland annat innefattat att hålla ett visst avstånd, ofta 1, 1,5 eller 2 meter, att undvika att samlas i grupper och att undvika folksamlingar. Många har även uppmuntrats att arbeta hemma, att undvika kollektivtrafik och att om möjligt handla via internet.
I vissa länder har allmän karantän införts, där stora delar av befolkningen tvingats stanna hemma. Man har skilt mellan karantän och isolering, där karantän går ut på att hålla någon som eventuellt kan ha smittats av covid-19 borta från andra, medan isolering handlar om att separera sjuka från friska.

### Provtagning
Covid-19-provtagning inkluderar metoder som upptäcker viruset, samt sådana som upptäcker antikroppar som bildats som försvar till infektionen. Upptäckten av virus görs oftast genom metoden real time reverse transcription polymerase chain reaction (rRT-PCR) på prover som till exempel nasofaryngeal vattpinne eller sputumprov. Blodprov för att upptäcka specifika antikroppar av typen IgM och IgG som bildats av kroppen till följd av infektionen har utvecklats. Datortomografi av bröstkorgen kan ibland hjälpa till att identifiera och bestämma patologi i lungor men har ännu gett oklara resultat vid covid-19-infektion. En del länder har satt upp drive-through-provtagning där prov kan tas från individer av vårdpersonal.
I länder som Sydkorea använde man sig av en annan typ av metoder, för att undvika nedstängningar som sågs som odemokratiskt. Man använde sig istället av storskaliga provtagningsprogram, tillsammans med genomgripande insatser för att isolera smittade och spåra deras kontakter. Ett av de länder där störst andel av befolkningen testades tidigt under pandemin är Island, där ungefär 10 % av befolkningen hade testats vid mitten av april 2020.

### Centrala aktörer
En av de centrala aktörerna på global nivå för att hantera covid-19-pandemin är Världshälsoorganisationen (WHO). I mars 2020 beskrev WHO covid-19 som en pandemi. WHO leddes av Tedros Adhanom Ghebreyesus, som därmed var ytterst ansvarig för FN-organets insatser. Världshälsoorganisationen höll regelbundet presskonferenser om hur pandemin sprider sig, och producerade dagliga rapporter. Dessutom skickades över 2 miljoner enheter av skyddsutrustning och en miljon testkit till mer än 120 länder. Världshälsoorganisationen har dock fått motta kritik för hur man har hanterat pandemin. Kritiken har dels handlat om att man ska ha varit för långsam med att agera på tidiga signaler, dels att man inte varit tillräckligt hård mot Kina. Den 16 april 2020 tillkännagav USA:s president Donald Trump att USA skulle frysa alla utbetalningar till Världshälsoorganisationen, med hänvisning till att WHO skulle ha misslyckats med att stoppa pandemin och att de hade tagit Kinas parti. Detta beslut upphävdes i januari 2021 när Joe Biden tillträdde som USA:s president och USA återstartade finansiering till WHO.
FN:s säkerhetsråd har inte lyckats agera under covid-19-pandemin som under tidigare internationella kriser, som bland annat ebolautbrottet i Västafrika 2014. Oenighet mellan bland annat USA och Kina bidrog till paralysering bland de medlemmar som har vetorätt. Den 9 april höll Säkerhetsrådet sitt första möte om pandemin. Under det mötet enades man bland annat om att verka för ett globalt krigsstillestånd under pandemin, dels att arbeta på global nivå för att motverka smittspridningen. Trots generalsekreteraren António Guterres uppmaningar infriades dock inte mycket av det man enades om.
I Europa kritiserades Europeiska unionen inledningsvis för att agera saktfärdigt, och Europeiska kommissionens ordförande Ursula von der Leyen har både erkänt att man missbedömde pandemins magnitud, och bett om ursäkt till Italien för att man för sent erbjöd hjälp. Efter att det första åtgärdspaketet presenterades 13 mars 2020 har man dock presenterat en rad åtgärder, både mot pandemin och dess ekonomiska konsekvenser. Europeiska unionens solidaritetsfond utvidgades exempelvis till att omfatta internationella hälsonödlägen, och man införde ett investeringsinitiativ mot effekter av coronaviruset på 37 miljarder euro som finansieras huvudsakligen genom medel från EU:s strukturfonder med syfte att stötta sjukvårdssektorn, egenföretagande och arbetsmarknaden i stort i utsatta delar av unionen.

## Läkemedel och vaccin

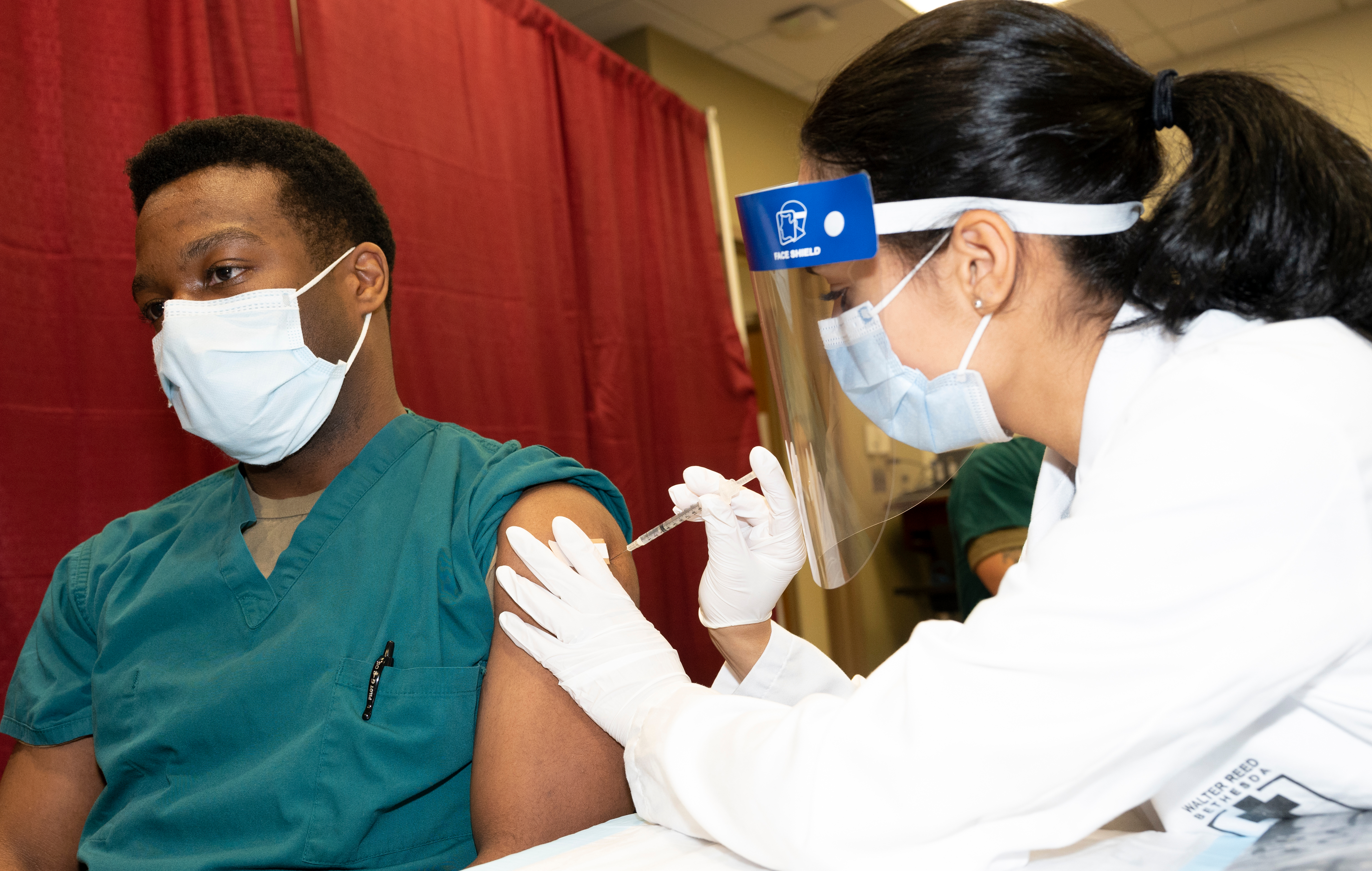
En läkare i USA covid-19-vaccineras den 14 december 2020.

Att ta fram vaccin och läkemedel är en process som sker i flera steg, och vanligtvis tar det mer än fem år att kunna garantera att ett nytt läkemedel är säkert och effektivt. Världshälsoorganisationen sa i februari 2020 att man inte förväntade sig ett vaccin mot sars-cov-2 tillgängligt inom 18 månader. Lågt räknat brukar processen att ta fram ett säkert, effektivt vaccin uppskattas till ett år.
I mars 2020 var åtminstone ett hundratal aktörer inom läkemedelsindustrin, bioteknisk industri och forskarsamhället involverade i utveckling av vaccin eller läkemedel mot covid-19. Världshälsoorganisationen (WHO), Europeiska läkemedelsmyndigheten (EMA), U.S. Food and Drug Administration (FDA) och den kinesiska regeringen koordinerade med forskare inom akademi och industri för att snabba på utvecklingen av vacciner, antivirala medel och monoklonala antikroppar. I mars 2020 instiftade stiftelsen Coalition for Epidemic Preparedness Innovations (CEPI) en internationell fond för framtagandet av ett vaccin mot covid-19, med målet att samla in två miljarder amerikanska dollar för forskning och utveckling av ett vaccin. Man sade sig också vara redo att investera 100 miljoner amerikanska dollar i framtagandet av ett vaccin i flera länder. Flera existerande antivirala medel undersöktes också för att se om de kunde användas för att lindra eller bota covid-19. Världshälsoorganisationen började i mars utvärdera vilken effekt behandling med fyra existerande antivirala läkemedel hade på tusentals personer smittade med covid-19.
I slutet av mars 2020 var tre möjliga antivirala läkemedel för behandling av covid-19 i det sista steget, fas III, för test på människor: favipiravir, remdesivir och ritonavir. Flera tänkbara vacciner hade påbörjat den första fasen.
Den 15 december 2020 stod det klart att EU som tidigast kunde godkänna coronavaccinet från Pfizer/Biontech den 23 december samma år. Godkännandet grundar sig i ett utlåtande från den europeiska läkemedelsmyndigheten EMA. Sveriges socialminister Lena Hallengren meddelade i samband med detta en förhoppning om att vaccinering kunde inledas redan på julafton.

## Spridning per världsdel

### Afrika
Även om Världshälsoorganisationen 11 mars 2020 utlyste en pandemi var antalet bekräftade fall i afrikanska länder länge lågt. Det har förts fram olika teorier om vad det beror på. En teori är att Afrika har en annan influensasäsong än många europeiska, nordamerikanska och asiatiska länder, och att coronaviruset i så fall kan röra sig mot södra halvklotet när influensasäsongen vänder. Den teorin har nu satts i fråga. Många afrikanska länder hade även svårt att förbereda tester av det nya coronaviruset. I början av februari hade bara Senegal och Sydafrika möjlighet till coronavirustest. Världshälsoorganisationen har hjälpt mer än 43 länder att sätta upp testlaboratorier.
Den 15 mars 2020 var antalet bekräftat smittade 320 men började öka snabbare, och flera länder, bland annat Nigeria och Sydafrika, införde hårda restriktioner. Den 22 mars 2020 fanns 1 437 bekräftat smittade, men fortfarande var majoriteten av fallen importerade. Det fanns en oro att en regional pandemi på den afrikanska kontinenten skulle slå väldigt hårt mot redan utsatta sjukhus, och dessutom vara förödande för ekonomin. Det finns också en oro över att stora biståndsgivare, som vanligtvis bistår med pengar vid humanitära katastrofer, skulle ha svårt att göra det under covid-19-pandemin, eftersom många länder själva hade stora problem. Den 26 mars var redan antalet bekräftade fall 3 326 så på fyra dagar ökade antalet fall med nära 2 000.
I Egypten skedde såväl det första bekräftade fallet som det första dödsfallet. Det första bekräftade fallet kom 15 februari 2020. Personen, som var av kinesisk nationalitet, visade inga sjukdomssymptom men kunde upptäckas genom att alla till landet inkommande resenärer från virusdrabbade områden i världen testats. Alla flygningar från Kina till Egypten ställdes in från 26 januari 2020. Det andra bekräftade fallet i Afrika skedde i Algeriet 25 februari 2020. Det första fallet i Nigeria bekräftades den 28 februari 2020, det var även det första bekräftade fallet i subsahariska Afrika. Hälsoministern Osagie Emmanuel Ehanire uttalade sig om att landet är väl förberett för att hantera sjukdomen. Den 5 mars 2020 fick Sydafrika sitt första fall.
I WHO:s rapport den 22 mars 2020 hade 32 dödsfall registrerats i Afrika. Den 7 april 2020 hade antalet smittade passerat 10 000 i Afrika, och fler än 500 dödsfall hade rapporterats. Alla utom två länder hade då rapporterat bekräftade fall, och i Algeriet och Kamerun ökade smittspridningen särskilt snabbt. Den 15 april 2020 hade Afrika över 16 000 fall och fler än 800 döda. Den 15 april 2020 hade Sydafrika flest bekräftade fall drygt 2 400 och Egypten hade bara ett hundratal färre. 35 länder hade helt stängt gränserna den 7 april 2020 för inresande, utom varutransporter och humanitär hjälp, 23 länder hade infört nedstängning i olika grad och i åtta länder rådde utegångsförbud.

### Asien
Utbrottet startade i den kinesiska provinsen Hubei, där även en stor del av fallen återfinns. Hela städer har stängts ned i Kina och satts i karantän för att begränsa smittspridningen. När viruset först upptäcktes i Wuhan i Hubei-provinsen försökte flera läkare upplysa och varna allmänheten men anklagades då av polis och myndigheter i Wuhan för ryktesspridning och blev tvungna att fördöma sina tidigare varningar som grundlösa och olagliga. En av dessa läkare, Li Wenliang, en oftalmolog som arbetade vid ett sjukhus i Wuhan, avled 6 februari 2020 efter att ha blivit infekterad av viruset, smittad av en av sina patienter. Händelsen skapade stora reaktioner både inom och utanför Kina. Kinesiska myndigheter har censurerat information om fallet och har även fått annan kritik om hur de hanterat epidemin. Borgmästaren i Wuhan har uttalat sig om att information inte presenterats för allmänheten inom en rimlig tidsram och att den information som fanns inte användes på ett effektivt sätt för att förhindra smittspridning. Den 17 april 2020 erkände Kina att de rapporterade dödstalen från Wuhan var för låga. Dödstalet skrivs upp med 50 procent och registrerar ytterligare 1 290 dödsfall i staden. Dagens uppskrivning av statistiken innebär att drygt 4 600 personer har avlidit av coronaviruset i Kina. Orsaken är, enligt myndigheterna, att sjukvården i början av utbrottet var överbelastad. Vissa dog hemma, utan att testas. Samma dag 17 april rapporterades kvartalssiffror över den ekonomiska utvecklingen i Kina för första kvartalet. BNP sjönk med 6,8 procent.
I flera asiatiska länder har pandemin orsakat många sjukdoms- och dödsfall. Det första bekräftade dödsfallet utanför Kina skedde i Filippinerna: en man med kinesiskt medborgarskap från staden Wuhan. Som ett resultat godkände Filippinernas president Rodrigo Duterte ett inreseförbud från Kina till Filippinerna för alla som inte är filippinska medborgare. I början av mars 2020 sattes mer än 60 miljoner filippiner i karantän. Ett hälsonödläge utlystes, och inga utländska medborgare tilläts inträde i landet. Andra sydöstasiatiska länder som har drabbats hårt är bland annat Malaysia, Indonesien och Thailand. Flera asiatiska länder har stängt skolor, infört olika grader av undantagstillstånd och antingen begränsat inresande till medborgare och personer med uppehållstillstånd, eller helt stängt gränserna för in- och utresa.[källa behövs]
I Iran dröjde det länge innan man ville erkänna att viruset hade nått Iran, och det fördes argument om att det var propaganda från Saudiarabien och USA. Den 19 februari erkände dock iranska ledare att viruset fanns i landet. Samma dag publicerade Washington Post flygbilder av färdiggrävda massgravar i Qom, och det befarades att de siffror som förts ut till omvärlden var alldeles för låga. Den 6 mars meddelade Iran att alla landets 31 provinser drabbats av smittan, och 18 mars rapporterade nyhetsbyrån Reuters att runt 85 000 fångar släppts tillfälligt för att stävja coronaspridning i de överfulla fängelserna. Uppskattningsvis 100 000 afghanska gästarbetare och flyktingar har sedan virusutbrottet lämnat Iran och tagit sig tillbaka till Afghanistan. I Iran har även flera ledande politiker drabbats av viruset, och det har fått politiska konsekvenser. Iran har enligt officiella källor den 16 april 2020 76 389 bekräftade fall varav 1 512 nya för dagen och 4 777 döda med 94 nya dödsfall för dagen.
Ett av de länder som i slutet av februari 2020 drabbades av ett utbrott är Sydkorea. I centrum för spridningen i Sydkorea var staden Daegu. Många smittade tillhörde den kyrkliga rörelsen Ny himmel och ny jord som leds av pastorn Man-Hee Lee. Smittan spreds snabbt inom kyrkan genom religiösa möten. Åklagare i Sydkorea har startat en rättslig utredning mot ledare inom rörelsen, på grund av att deras ovilja att hjälpa myndigheterna med smittspårning kan ha lett till att fler personer smittats och även avlidit. Genom masstestning bland annat genom drive in tester, isolering av smittade, lokala åtgärder för social distansering i Daegu utan total nedstängning, smittspårning bland annat via mobildata, god information till medborgarna om var smittan fanns, och god disciplin, lyckades Sydkorea relativt snabbt kontrollera utbrottet och begränsa smittspridningen. Den 16 april 2020 hade Sydkorea 10 613 bekräftat smittade, varav 22 nya fall för dagen, och sammanlagt 229 döda varav 4 nya för dagen.
Inga bekräftade fall finns från Nordkorea. Utländska observatörer har ifrågasatt dessa uppgifter. Landet har placerat 380 utlänningar i karantän, främst diplomater från andra länder som befinner sig i huvudstaden Pyongyang. Det årliga maratonloppet i Pyongyang som skulle ha skett i april 2020 har ställts in. Landet stängde sin gräns mot Kina redan den 30 januari 2020, och har nekat inresa för utländska turister.
Indien rapporterade länge mycket låga antal bekräftade fall, men de siffrorna sågs som otillförlitliga. I Indien började också antalet smittade öka snabbt, varpå premiärminister Narendra Modi med kort varsel utfärdade strikta nedstängningsåtgärder och karantän 25 mars 2020, åtgärder som på grund av den stora andelen daglönare utan fast inkomst, ledde till massvandringar av folk som försökte ta sig hem till sina byar. Trots det lyckades smittan ta sig till slumområden i Bombay, där en miljon människor bor på ett fåtal kvadratkilometer. I mitten av maj 2020 förlängdes nedstängningen för en fjärde gång, till slutet av maj.
I mars 2020 tilldelade företagen som tillhör Sistema cirka 1 miljard rubel för kampen mot koronavirus, varav huvuddelen spenderades på utveckling av tester för att upptäcka infektion, samt på produktion av skyddsutrustning och antiseptika.

### Europa

Kumulativt antal avlidna i relation till folkmängden (i avlidna per miljon invånare) per land i Europa (5 december 2020).

Diagram över bekräftade fall i EU-länder. Uppdateras regelbundet.

De första fallen i Europa bekräftades den 24 januari 2020 och hittades i Frankrike: 3 personer testades positivt för smitta av sars-cov-2 efter att ha rest från Wuhan i Kina. Det första dödsfallet i Europa skedde de 14 februari 2020, även det i Frankrike.
Världshälsoorganisationen förklarade 11 mars 2020 Europa som epicentrum för covid-19-pandemin. Den 18 mars 2020 blev Italien det land med flest dödsfall i världen. Italien var det land i Europa som har drabbats hårdast av coronaviruset till mars 2020 tätt följt av Spanien. Dessutom hade Italien 18 mars 2020 med 8 procent en hög andel personer som hade dött i sjukdomen i relation till antalet bekräftat smittade, vilket har rest frågan varför just Italien drabbades så hårt. Tidningen Der Spiegel gav i en artikel ett antal tänkbara faktorer som samverkade, inklusive en gammal befolkning (Italien: 46,3 år, Europa: 43,1 år) och flera veckors osynlig spridning av viruset. När de första tre fallen upptäcktes isolerades de på en gång men viruset dök upp på nytt i Lombardiet i norra Italien, landets ekonomiska centrum med många turister och internationella kontakter. Ett tredje skäl sägs vara att den italienska sjukvården från början inte insåg virusets konsekvenser. Onsdag 11 mars 2020 försattes hela Italien i karantän för att stoppa sjukdomens framfart. Även hög antibiotikaresistens och utbrett generationsboende har setts som negativt för både Italiens och Spaniens höga sjukdoms- och dödstal. Under början av april har situationen i Frankrike och Storbritannien kommit att alltmer likna den i Italien och Spanien.
Ryssland hade länge mycket låga tal för antal smittade. Sedan började massövervakningssystem med ansiktsigenkänning att användas för att identifiera invånare som bröt mot karantänsregler, något människorättsorganisationer varnade för. På nationell nivå införde Ryssland nationella "semester-veckor", där alla skulle vara lediga från arbete men inte fick lämna sina hem utan särskilda anledningar. Vladimir Putin och den ryska regeringen överlät också stora delar av befogenheterna till Rysslands guvernörer, där Rysslands oblast själva fick avgöra vilka åtgärder som skulle införas. Olika analyser har lyft fram att Moskva oblast därmed fick en roll som pilotprojekt: Moskvas borgmästare Sergej Sobjanin var länge en av de viktigaste frontfigurerna, och de åtgärder som Sobjanin och Moskva införde blev vägledande för övriga landet.

### Nordamerika
Covid-19-pandemin nådde till Nordamerika i januari 2020. Den 25 mars 2020 hade alla nordamerikanska länder, inklusive de i Centralamerika och Karibien, bekräftat fall av smittade. Den 25 april 2020 hade mer än en miljon bekräftats smittade i regionen, och över 50 000 hade dött i de 43 ingående staterna eller territorierna. Det första nordamerikanska dödsfallet inträffade 6 februari 2020, då en amerikansk medborgare avled på ett sjukhus i Wuhan.

#### USA
Den 31 januari 2020 utfärdade USA en avrådan om resor till Kina. Det första dödsfallet i USA skedde den 29 februari 2020 i delstaten Washington på den amerikanska västkusten. Under slutet av februari kunde även fyra olika patienter identifierats som inte nyligen rest från någon av de starkt smittdrabbade områdena i världen, vilket tydde på allmän smittspridning i landet. USA beslutade om inreseförbud från Europa, undantag Storbritannien, från natten mot den 13 mars 2020 på grund av virusets spridning i Europa. Inreseförbudet gällde inledningsvis i 30 dagar, men förlängdes. Samtidigt infördes även flera ekonomiska åtgärder för att minska oron på marknaden, såsom sjuklön, att försäkringsbolag täcker kostnaden för tester samt räntefri uppskjutning av skatteinbetalningar för privatpersoner och företag som drabbas ekonomiskt av viruset. USA:s president Donald Trump använde sig av krigslagstiftning för att tvinga storföretag att tillverka respiratorer.
Efter att USA fick ordning på testerna ökade antalet bekräftade fall snabbt. Den 27 mars 2020 blev USA landet med flest bekräftat smittade. New York var i slutet av mars hårdast drabbat, följt av New Jersey och Kalifornien. Under april månad spred sig pandemin snabbt i USA. Den 2 april 2020 steg dödstalet till över 1 000 om dagen och det har sedan legat kvar där fram till maj , och fortfarande. Antalet bekräftat smittade har legat över 20 000 dagligen under hela april och fortfarande.11 april hade 524 000 fall bekräftats smittade och 20 223 dödsfall bekräftats som en följd av pandemin. Delstaten New York var fortfarande vid den tidpunkten värst drabbad, med 180 000 bekräftade fall och 8 627 dödsfall. Den tredje maj hade USA över 1 miljon bekräftade fall och 62 000 döda enligt WHO. I slutet av mars 2020 varnade Världshälsoorganisationen för att USA kunde bli pandemins nya epicentrum. Data från Johns Hopkins University i slutet av april 2020 visade då att USA hade blivit pandemins nya epicentrum. Den 21 maj hade USA 1 477 000 bekräftat smittade och 89 000 döda enligt WHO Situation report 121.
Utvecklingen av pandemin i USA kan 1 november 2020 beskrivas enligt följande: Dödsfallen steg snabbt under mars 2020. Den 21 april 2020 nåddes en topp med 2 742 registrerade döda. Antalet döda sjönk sedan sakta under maj till juli till nivåer med 200-500 döda per dag. I juli 2020 började talen stiga igen och 30 juli 2020 nåddes en ny topp på 1 851 döda. Sedan dess ha dödstalen sjunkit något men ligger kvar kring 1 000 döda per dag. New York är fortsatt värst drabbat med 33 000 men sedan har förutom tidigare hårt drabbade New Jersey med 16 500 döda tillkommit att Texas har över 18 000 döda, Kalifornien 17 600 döda och Florida har 16 800 döda. Totala antalet döda i USA är 236 000 i slutet av oktober 2020 och antalet smittade är 9 400 000. Siffrorna hämtade från Worldometer.

#### Kanada
Det första kanadensiska fallet bekräftades 27 januari 2020: en man som återvänt från Wuhan till Toronto. Den 25 april 2020 hade man bekräftat nästan 50 000 fall, och knappt 2 500 dödsfall, i landet. Den kanadensiska regeringen beräknade att mellan 11 000 och 22 000 dödsfall skulle kunna inträffa i landet under pandemin. De flesta av de kanadensiska fallen var i folkrika provinser som Ontario och Québec. Den 25 april 2020 hade dock fall bekräftats i alla Kanadas provinser och territorier utom Nunavut. Den 5 mars bekräftades först allmän smittspridning, i British Columbia. Detsamma gällde även i Toronto från 16 mars 2020. Många provinser och territorier införde undantagstillstånd och nedstängningsåtgärder på olika nivåer. En av de bekräftat smittade var Sophie Grégoire Trudeau, fru till Kanadas premiärminister Justin Trudeau. Övriga familjen tvingades då i karantän. Den 28 mars 2020 hade hon återhämtat sig.

#### Mexiko
I Mexiko bekräftade man att pandemin hade nått landet i februari 2020. Consejo Nacional de Ciencia y Tecnología rapporterade dock två fall redan i mitten av januari 2020, i delstaterna Nayarit och Tabasco. Den 25 april 2020 hade man bekräftat nästan 14 000 fall av smitta och drygt 1 300 dödsfall.

### Sydamerika
Den 13 mars 2020 hade samtliga tretton sydamerikanska länder, inklusive Franska Guyana, åtminstone ett rapporterat fall. Den 20 mars 2020 hade nästan 2 000 fall bekräftats på kontinenten, med femton döda och 8 som bekräftats ha återhämtat sig. Det första sydamerikanska fallet registrerades i Brasilien. Det första dödsfallet ägde rum i Argentina: en man som nyligen återvänt från en resa till Frankrike. Flera sydamerikanska länder har stängt alla skolor, infört olika grader av undantagstillstånd och antingen begränsat inresande till egna medborgare och personer med uppehållstillstånd, eller helt stängt gränserna för in- och utresa.
Brasiliens president Jair Bolsonaro uttryckte skepsis mot pandemins allvar. Den 25 mars 2020 konstaterade han att han ville upphäva virusåtgärder, med hänvisning till att det inte var allvarligare än en snuva. Brasiliens president Jair Bolsonaro ifrågasätter den egna regeringens statistik över coronarelaterade dödsfall, som han menar överdrivits för att tjäna "politiska intressen". Politiska kommentatorer tror att Bolsonaro kan hamna i riksrätt. Brasilien är Latinamerikas hårdast drabbade land sett till absoluta antalet döda. Bolsonaro avskedade hälsoministern Luis Henrique Mandetta efter meningsskiljaktighet om åtgärder mot covid-19. Den 28 april 2020 hade Brasilien 61 888 bekräftat smittade med 4 205 döda, vilket innebar att antalet dödsfall per dag översteg 200. Den 3 maj var antalet bekräftat smittade 91 589 med 6 329 döda. Antalet döda översteg 400 personer dagligen. En domare i Högsta Domstolen i Brasilien gav klartecken till för en utredning av Jair Bolsonaro. Anklagelserna mot honom handlar om politisk inblandning i rättsväsendet, meddelade Högsta domstolen i Brasília. Den avhoppade justitieministern Sérgio Moro anklagade Bolsonaro för att ha försökt påverka rättsprocesser. Covid 19 har fortsatt utvecklas snabbt i Brasilien och den 21 maj enligt WHO hade man 254 000 bekräftat smittade och 16 792 dödsfall registrerade. Antalet smittade är över 10 000 dagligen och antalet dödsfall har varit över 1000 om dagen. Brasiliens president Jair Bolsonaro kräver att landets kommande hälsominister godkänner malariamedicinen hydroxiklorokin för bruk inom vården. Det är därför landet står utan hälsominister sedan i fredags. Ingen vill godkänna preparatet. Den 12 juni rapporterar Expressen: "Över 41 000 personer har rapporterats avlidna i covid-19 i Brasilien, enligt lokala myndigheter. Under dagen tros landet passera Storbritannien i antalet döda – bara USA har en högre siffra."Enligt WHO Situation Report 148 hade Brasilien den 16 juni 2020 över 43 000 döda.
Utöver Brasilien drabbades bland annat Peru och Ecuador hårt, med många i antal smittade. Den 4 april 2020 rapporterade medier om en särskilt svår situation med fulla sjukhus i Ecuador. Inifrån landets största stad Guayaquil spreds filmer i sociala medier som visade döda kroppar på gator. The New York Times uppgav i slutet av april att Ecuador till och med skulle kunna vara ett av världens värst drabbade länder, och att det är epicentrum för pandemins utbrott i Latinamerika. I början av maj 2020 började Ecuador rapportera fler döda, över 100 varje dag, och har flest döda i Sydamerika efter Brasilien. Den 21 maj 2020 enligt WHO hade Ecuador 2 839 döda, näst flest i Sydamerika registrerade mot 2 754 registrerade döda i Peru. Peru hade över 90 000 bekräftat smittade medan Ecuador bara hade 34 000, men alltså fler döda registrerade. Sett till befolkningsstorlek är Ecuador hårdast drabbade land i Sydamerika. Den snabba spridningen i Sydamerika samt USA:s snabba tillväxt har gett till resultat att Amerika (Nord- och Sydamerika) 21 maj 2020 har flest bekräftat smittade i världen 2 105 000 mot Europas 1 928 000.
Den 26 maj 2020 passerade Latinamerika Europa och USA i antalet dagliga inrapporterade fall. Därmed tillkännagav Pan American Health Organization (PAHO) att regionen hade blivit pandemins epicentrum. PAHO:s generalsekreterare Carissa Etienne uttryckte framförallt oro för Brasilien, där man i mitten av maj 2020 uppnådde det högsta antalet rapporterade fall under en sjudagarsperiod sedan pandemins utbrott. Utöver Brasilien var läget då allvarligt i Peru och Chile.

## Antalet smittade och dödsfall

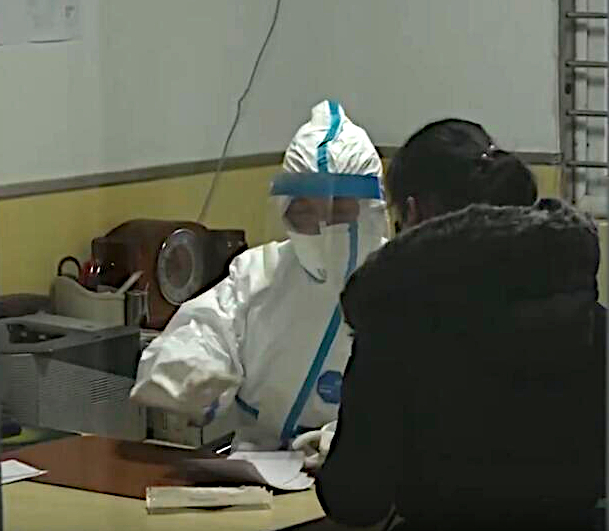
Läkare i skyddskläder behandlar en patient i Wuhan.

Antalet, av WHO, bekräftade smittade och avlidna 20 januari till 31 maj 2020
| Datum      | Smittade                                | Avlidna                           | Ref.    |
| ---------- | --------------------------------------- | --------------------------------- | ------- |
| 2020-01-20 | 282                                     | 6                                 | [ 13 ]  |
| 2020-01-21 | 314                                     | 6                                 | [ 218 ] |
| 2020-01-23 | 581                                     | 17                                | [ 219 ] |
| 2020-01-24 | 846                                     | 25                                | [ 220 ] |
| 2020-01-25 | 1 320                                   | 41                                | [ 221 ] |
| 2020-01-26 | 2 014                                   | 56                                | [ 222 ] |
| 2020-01-27 | 2 798                                   | 80                                | [ 223 ] |
| 2020-01-28 | 4 593                                   | 106                               | [ 224 ] |
| 2020-01-29 | 6 065                                   | 132                               | [ 225 ] |
| 2020-01-30 | 7 818                                   | 170                               | [ 226 ] |
| 2020-01-31 | 9 826                                   | 213                               | [ 227 ] |
| 2020-02-01 | 11 953 (+2 128)                         | 259 (+46)                         | [ 228 ] |
| 2020-02-02 | 14 557 (+2 604)                         | 305 (+46)                         | [ 229 ] |
| 2020-02-03 | 17 391 (+2 838)                         | 362 (+57)                         | [ 230 ] |
| 2020-02-04 | 20 630 (+3 241)                         | 426 (+64)                         | [ 231 ] |
| 2020-02-05 | 24 554 (+3 925)                         | 492 (+66)                         | [ 232 ] |
| 2020-02-06 | 28 276 (+3 722)                         | 565 (+73)                         | [ 233 ] |
| 2020-02-07 | 31 481 (+3 205)                         | 638 (+73)                         | [ 234 ] |
| 2020-02-08 | 34 886 (+3 419)                         | 724 (+86)                         | [ 235 ] |
| 2020-02-09 | 37 558 (+2 676)                         | 813 (+89)                         | [ 236 ] |
| 2020-02-10 | 40 554 (+3 085)                         | 910 (+98)                         | [ 237 ] |
| 2020-02-11 | 43 103 (+2 560)                         | 1 018 (+108)                      | [ 238 ] |
| 2020-02-12 | 45 171 (+2 068)                         | 1 115 (+97)                       | [ 239 ] |
| 2020-02-13 | 46 997 (+1 826) +13 332 (ny diagnostik) | 1 261 (+146) +108 (ny diagnostik) | [ 240 ] |
| 2020-02-14 | 49 053 (+2 056)                         | 1 383 (+122)                      | [ 132 ] |
| 2020-02-15 | 50 580 (+1 527)                         | 1 526 (+121)                      | [ 241 ] |
| 2020-02-16 | 51 857 (+1 278)                         | 1 669 (+143)                      | [ 242 ] |
| 2020-02-17 | 71 429 (+2 162) inklusive ny diagnostik | 1 775 (+106)                      | [ 243 ] |
| 2020-02-18 | 73 332 (+1 901)                         | 1 873 (+98)                       | [ 244 ] |
| 2020-02-19 | 75 204 (+1 872)                         | 2 009 (+136)                      | [ 245 ] |
| 2020-02-20 | 75 748 (+548)                           | 2 129 (+120)                      | [ 246 ] |
| 2020-02-21 | 76 769 (+1 021)                         | 2 247 (+118)                      | [ 247 ] |
| 2020-02-22 | 77 794 (+599)                           | 2 359 (+112)                      | [ 248 ] |
| 2020-02-23 | 78 811 (+1 017)                         | 2 462 (+103)                      | [ 249 ] |
| 2020-02-24 | 79 331 (+715)                           | 2 618 (+156)                      | [ 250 ] |
| 2020-02-25 | 80 239 (+908)                           | 2 700 (+82)                       | [ 251 ] |
| 2020-02-26 | 81 109 (+871)                           | 2 761 (+61)                       | [ 252 ] |
| 2020-02-27 | 82 294 (+1 185)                         | 2 804 (+42)                       | [ 253 ] |
| 2020-02-28 | 83 652 (+1 358)                         | 2 858 (+54)                       | [ 29 ]  |
| 2020-02-29 | 85 403 (+1 753)                         | 2 924 (+66)                       | [ 254 ] |
| 2020-03-01 | 87 137 (+1 739)                         | 2 977 (+53)                       | [ 255 ] |
| 2020-03-02 | 88 948 (+1 804)                         | 3 043 (+66)                       | [ 256 ] |
| 2020-03-03 | 90 870 (+1 322)                         | 3 112 (+69)                       | [ 257 ] |
| 2020-03-04 | 93 090 (+2 223)                         | 3 196 (+86)                       | [ 258 ] |
| 2020-03-05 | 95 333 (+2 241)                         | 3 282 (+84)                       | [ 259 ] |
| 2020-03-06 | 98 192 (+2 873)                         | 3 380 (+99)                       | [ 260 ] |
| 2020-03-07 | 101 927 (+3 735)                        | 3 486 (+106)                      | [ 261 ] |
| 2020-03-08 | 105 586 (+3 686)                        | 3 585 (+98)                       | [ 262 ] |
| 2020-03-09 | 109 578 (+3 994)                        | 3 819 (+225)                      | [ 263 ] |
| 2020-03-10 | 113 702 (+4 125)                        | 4 012 (+203)                      | [ 264 ] |
| 2020-03-11 | 118 322 (+4 623)                        | 4 292 (+283)                      | [ 265 ] |
| 2020-03-12 | 125 048 (+6 729)                        | 4 613 (+321)                      | [ 266 ] |
| 2020-03-13 | 132 758 (+7 499)                        | 4 955 (+342)                      | [ 267 ] |
| 2020-03-14 | 142 539 (+9 769)                        | 5 393 (+438)                      | [ 268 ] |
| 2020-03-15 | 153 517 (+10 982)                       | 5 735 (+343)                      | [ 269 ] |
| 2020-03-16 | 167 515 (+13 903)                       | 6 606 (+862)                      | [ 270 ] |
| 2020-03-17 | 179 111 (+11 525)                       | 7 426 (+475)                      | [ 271 ] |
| 2020-03-18 | 191 127 (+15 123)                       | 7 807 (+756)                      | [ 272 ] |
| 2020-03-19 | 209 839 (+16 556)                       | 8 778 (+828)                      | [ 273 ] |
| 2020-03-20 | 234 073 (+24 247)                       | 9 840 (+1 061)                    | [ 274 ] |
| 2020-03-21 | 256 073 (+32 000)                       | 11 184 (+1 344)                   | [ 275 ] |
| 2020-03-22 | 292 142 (+26 069)                       | 12 784 (+1 600)                   | [ 276 ] |
| 2020-03-23 | 332 930 (+40 788)                       | 14 510 (+1 727)                   | [ 277 ] |
| 2020-03-24 | 372 757 (+39 827)                       | 16 231 (+1 722)                   | [ 278 ] |
| 2020-03-25 | 414 179 (+40 712)                       | 18 440 (+2 202)                   | [ 279 ] |
| 2020-03-26 | 462 684 (+49 219)                       | 20 834 (+2 401)                   | [ 280 ] |
| 2020-03-27 | 509 164 (+46 484)                       | 23 335 (+2 501)                   | [ 281 ] |
| 2020-03-28 | 571 678 (+62 514)                       | 26 494 (+3 159)                   | [ 282 ] |
| 2020-03-29 | 634 813 (+63 160)                       | 29 891 (+3 398)                   | [ 283 ] |
| 2020-03-30 | 693 224 (+58 411)                       | 33 106 (+3 215)                   | [ 284 ] |
| 2020-03-31 | 750 890 (+57 610)                       | 36 405 (+3 301)                   | [ 285 ] |
| 2020-04-01 | 823 626 (+72 736)                       | 40 598 (+4 193)                   | [ 286 ] |
| 2020-04-02 | 896 450 (+72 839)                       | 45 526 (+4 924)                   | [ 287 ] |
| 2020-04-03 | 972 303 (+75 853)                       | 50 321 (+4 822)                   | [ 288 ] |
| 2020-04-04 | 1 051 635 (+79 332)                     | 56 985 (+6 664)                   | [ 289 ] |
| 2020-04-05 | 1 133 758 (+82 061)                     | 62 785 (+5 798)                   | [ 290 ] |
| 2020-04-06 | 1 210 956 (+77 200)                     | 67 594 (+4 810)                   | [ 291 ] |
| 2020-04-07 | 1 279 722 (+68 766)                     | 72 614 (+5 020)                   | [ 292 ] |
| 2020-04-08 | 1 353 361 (+73 639)                     | 79 235(+6 695)                    | [ 293 ] |
| 2020-04-09 | 1 436 198 (+82 837)                     | 85 522 (+6 287)                   | [ 294 ] |
| 2020-04-10 | 1 521 252 (+85 054)                     | 92 798 (+7 277)                   | [ 295 ] |
| 2020-04-11 | 1 610 909 (+89 657)                     | 99 690 (+6 892)                   | [ 296 ] |
| 2020-04-12 | 1 696 588 (+85 679)                     | 105 952 (+6 262)                  | [ 297 ] |
| 2020-04-13 | 1 773 084 (+76 498)                     | 111 652 (+6 702)                  | [ 298 ] |
| 2020-04-14 | 1 844 863 (+71 779)                     | 117 021 (+5 369)                  | [ 299 ] |
| 2020-04-15 | 1 914 916 (+70 082)                     | 123 010(+5 989)                   | [ 300 ] |
| 2020-04-16 | 1 991 562 (+76 647)                     | 130 885 (+7 875)                  | [ 301 ] |
| 2020-04-17 | 2 074 529 (+82 967)                     | 139 378 (+8 493)                  | [ 302 ] |
| 2020-04-18 | 2 160 207 (+85 678)                     | 146 088 (+6 710)                  | [ 303 ] |
| 2020-04-19 | 2 241 778 (+81 572)                     | 152 551 (+6 463)                  | [ 304 ] |
| 2020-04-20 | 2 314 621 (+72 846)                     | 157 847 (+5 296)                  | [ 305 ] |
| 2020-04-21 | 2 397 217 (+83 007)                     | 162 956 (+5 109)                  | [ 306 ] |
| 2020-04-22 | 2 471 136 (+73 920)                     | 169 006 (+6 058)                  | [ 307 ] |
| 2020-04-23 | 2 544 792 (+73 657)                     | 175 694 (+6 689)                  | [ 308 ] |
| 2020-04-24 | 2 626 321 (+81 529)                     | 181 938 (+6 260)                  | [ 309 ] |
| 2020-04-25 | 2 719 896 (+93 715)                     | 187 705 (+5 767)                  | [ 310 ] |
| 2020-04-26 | 2 804 796 (+84 900)                     | 193 710 (+6 006)                  | [ 311 ] |
| 2020-04-27 | 2 878 196 (+85 530)                     | 196 668 (+4 982)                  | [ 312 ] |
| 2020-04-28 | 2 954 222 (+76 026)                     | 202 597 (+3 932)                  | [ 313 ] |
| 2020-04-29 | 3 018 681 (+66 005)                     | 207 973 (+5 376)                  | [ 314 ] |
| 2020-04-30 | 3 090 445 (+71 839)                     | 217 769 (+9 797)                  | [ 315 ] |
| 2020-05-01 | 3 175 207 (+84 771)                     | 224 172 (+6 403)                  | [ 316 ] |
| 2020-05-02 | 3 267 184 (+91 977)                     | 229 971 (+5 799)                  | [ 317 ] |
| 2020-05-03 | 3 349 786 (+82 763)                     | 238 628 (+8 657)                  | [ 318 ] |
| 2020-05-04 | 3 435 894 (+86 108)                     | 239 604 (+ 976)                   | [ 319 ] |
| 2020-05-05 | 3 517 345 (+81 454)                     | 243 401 (+ 3 797)                 | [ 320 ] |
| 2020-05-06 | 3 588 773 (+71 463)                     | 247 503 (+4 102)                  | [ 321 ] |
| 2020-05-07 | 367 223(+83 465)                        | 254 045 (+6 539)                  | [ 322 ] |
| 2020-05-08 | 3 759 967 (+87 729)                     | 259 474 (+5 429)                  | [ 323 ] |
| 2020-05-09 | 3 855 788 (+95 845)                     | 265 862 (+6 388)                  | [ 324 ] |
| 2020-05-10 | 3 917 366 (+61 578)                     | 274 361 (+8 499)                  | [ 325 ] |
| 2020-05-11 | 4 006 257 (+88 891)                     | 278 892 (+4 531)                  | [ 326 ] |
| 2020-05-12 | 4 088 804 (+82 591)                     | 283 152 (+4 261)                  | [ 327 ] |
| 2020-05-13 | 4 170 424 (+81 577)                     | 287 399 (+4 245)                  | [ 328 ] |
| 2020-05-14 | 4 248 389 (+77 965)                     | 292 046 (+4 647)                  | [ 329 ] |
| 2020-05-15 | 4 338 658 (+90 269)                     | 297 119 (+5 073)                  | [ 330 ] |
| 2020-05-16 | 4 425 485 (+86 827)                     | 302 059 (+4 940)                  | [ 331 ] |
| 2020-05-17 | 4 525 497 (+100 012)                    | 307 395 (+5 336)                  | [ 332 ] |
| 2020-05-18 | 4 618 821 (+93 324)                     | 311 847 (+4 452)                  | [ 333 ] |
| 2020-05-19 | 4 711 458 (+112 637)                    | 316 169 (+4 322)                  | [ 334 ] |
| 2020-05-20 | 4 789 205 (+57 804)                     | 318 789 (+2 621)                  | [ 335 ] |
| 2020-05-21 | 4 893 186 (+103 981)                    | 323 256 (+ 4 467)                 | [ 336 ] |
| 2020-05-22 | 4 993 470 (+100 284)                    | 327 738 (+ 4 482)                 | [ 337 ] |
| 2020-05-23 | 5 103 006 (+109 536)                    | 333 401 (+5 663)                  | [ 338 ] |
| 2020-05-24 | 5 204 508 (+101 503)                    | 337 687 (+4 286)                  | [ 339 ] |
| 2020-05-25 | 5 304 772 (+100 264)                    | 342 029 (+4 342)                  | [ 340 ] |
| 2020-05-26 | 5 404 512 (+99 780)                     | 343 514 (+1 486)                  | [ 341 ] |
| 2020-05-27 | 5 488 825 (+84 314)                     | 349 095 (+5 581)                  | [ 342 ] |
| 2020-05-28 | 5 593 631 (+104 505)                    | 353 334 (+4 221)                  | [ 343 ] |
| 2020-05-29 | 5 701 337 (+107 740)                    | 357 688 (+4 354)                  | [ 344 ] |
| 2020-05-30 | 5 817 385 (+116 048)                    | 362 705 (+5 017)                  | [ 345 ] |
| 2020-06-30 | 10 185 374 (+163 865)                   | 503 862 (+3 946)                  | [ 346 ] |
| 2020-07-31 | 17 106 007 (+292 527)                   | 668 910 (+6 812)                  | [ 347 ] |
| 2020-08-30 | 24 854 140 (+1 782 811) vecka           | 838 924 (+38 088)vecka            | [ 348 ] |
| 2020-10-02 | 34 495 176 (+?) vecka                   | 1 025 729 (+ ?)vecka              | [ 349 ] |
| 2020-10-30 | 44 888 869 (?)                          | 1 178 475 (?)                     | [ 350 ] |

## Samhälleliga effekter

### Påverkan på ekonomin
Den globala pandemin har haft stora konsekvenser för världsekonomin. Med tiden har farhågor skiftat från problem relaterade till utbud, tillverkning och beredskap till den negativa ekonomiska konsekvensen i tjänstesektorn. Inom flera sektorer upplevde man tillgångsbrist, dels som ett resultat av panikköp, dels som ett resultat av de medel som behövts för att kunna bekämpa pandemin, och slutligen avbrott i distributionskedjor på grund av att fabriker tvingades stänga ner och svårigheter med logistik. Bland annat har brist på mediciner rapporterats, liksom vissa matvaror och andra viktiga varor.
Provinser i Kina som står för 69 procent av landets bruttonationalprodukt (BNP) påverkades av reseförbud, och många fabriker, hamnar, butiker och restauranger tvingades hålla stängda. Staden Wuhan där utbrottet började är ett viktigt lokalt nav för både tillverkning och transport av många olika handelsvaror. Många stora internationella företag, som bland andra Bosch, Honda och Nissan, har fabriker i regionen eller är beroende av varor från regionen, något som gör att epidemin fick ekonomiska konsekvenser långt utanför Kina.
Den 25 februari 2020 beräknades Australien, Fastlandskina och Hongkong få de största ekonomiska effekterna från pandemin. Hongkong befann sig redan då i recession efter många månader av protester. Australien hade också en förväntad recession för 2020, som förväntades förvärras av pandemiutbrottet. I en prognos från "The Boeing Center" vid Washington University in St. Louis förväntades påverkan på världens distributionskedjor omfatta mer än 300 miljarder dollar, och pågå i upp till två år. Opec-länder såg en stor instabilitet på marknaden efter att oljepriserna redan hade sjunkit snabbt, på grund av minskande efterfrågan från Kina. Många börser runt omkring i världen visade en negativ utveckling sedan upptäckten av det nya viruset. Under vecka 9 år 2020 föll Stockholmsbörsen med cirka 12 procent. Nordea har jämställt den veckan med finanskrisen 2008:s mest tumultartade period på börsen. Den 28 februari inträffade den största enskilda nedgången på de globala börsmarknaderna sedan finanskrisen 2008. I takt med pandemins spridning ställdes dessutom globala konferenser och evenemang in inom sport, mode och teknik, för att nämna några sektorer. Påverkan på flyg och reseindustrin kommer förmodligen vara mycket stor.
Internationella valutafonden (IMF) rapporterade 14 april 2020 att den efterföljande ekonomiska recessionen kommer att bli den största sedan den stora depressionen 1929. Tillbakagången 2020 blev -3,6 %. I oktober 2022 förutspådde IMF sedan att den globala tillväxten skulle sjunka från 6 procent 2021 till 2,7 procent 2023, vilket skulle innebära ytterligare recession.
I Sverige medförde den ökade otrygghet och osäkerhet om framtiden som följde på coronakrisen att antalet medlemmar i fackförbunden och a-kassorna steg kraftigt under mars och april 2020. Facken ökade netto med omkring 58 000 medlemmar under dessa två månader och de fackliga a-kassorna med omkring 178 000 medlemmar.

### Påverkan på utbildning

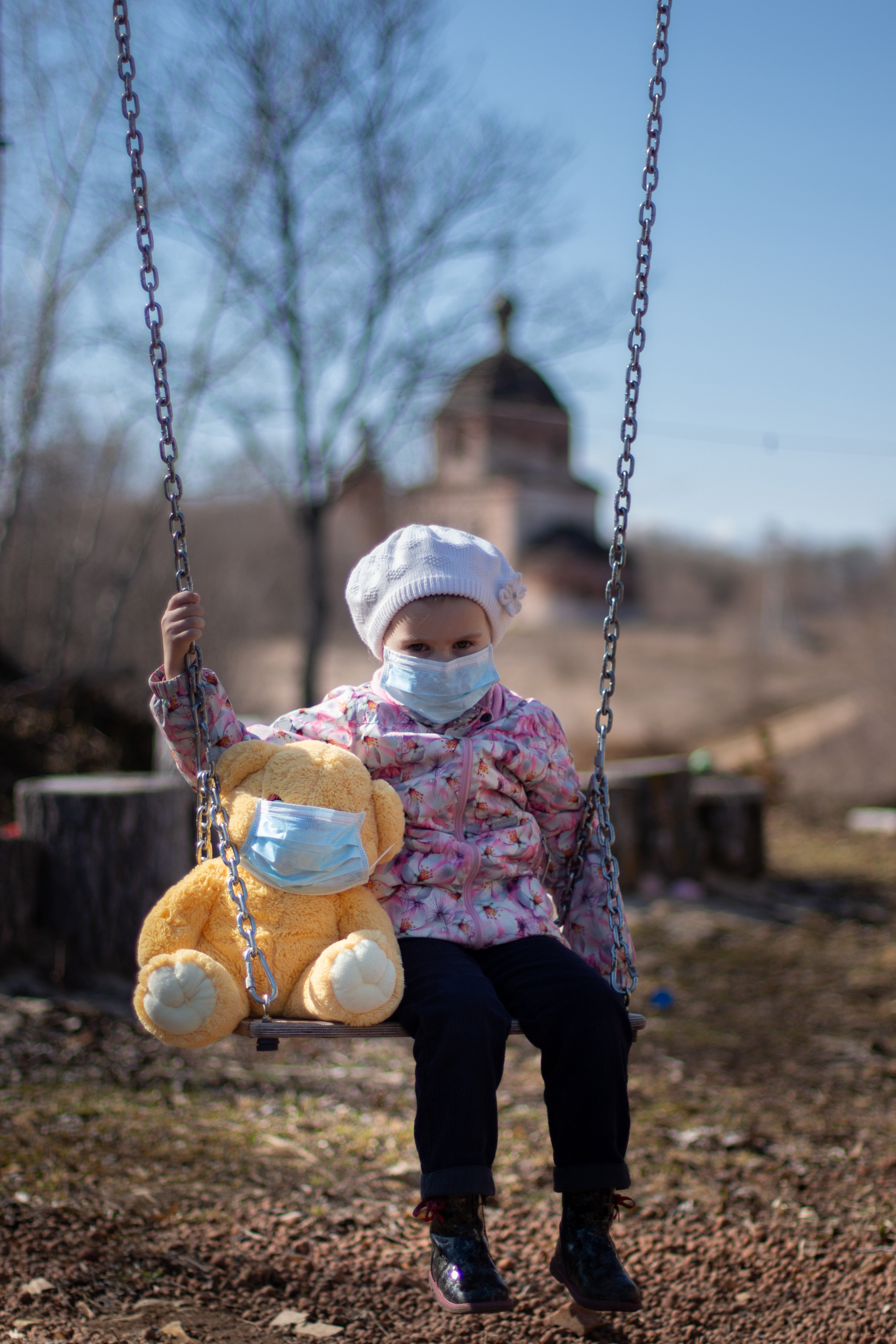
I många länder hålls barn hemma från skolan.

Covid-19-pandemin har påverkat tillgången till undervisning över hela världen. På många platser har förskolor, grundskolor, gymnasier och högre lärosäten tvingats hålla sina lokaler stängda. Unesco uppgav den 25 mars, att 87 % av alla elever och studenter påverkades av begränsad utbildning och stängda skolor, motsvarande mer än 1,5 miljarder barn i mer än 160 länder. Den 12 april hade den siffran stigit till ungefär 1,716 miljarder elever. Unesco uppgav att 188 länder hade stängt skollokaler på nationell basis och att 5 hade gjort det på regional basis, vilket innebar att ungefär 99,4 % av världens studenter påverkades. Omkring 1,5 miljard elever – eller 75 procent av världens elever och studenter – kunde i slutet av april inte gå fysiskt i skolan alls. Unesco rekommenderade distansundervisning samt öppna digitala lärresurser och plattformar för att hantera situationen, vilket också har använts på många platser runtom i världen för att möjliggöra undervisning på distans och därmed begränsa effekten av skolavbrottet för elever och studenter.
Barn visar dock sällan svårare sjukdomssymptom. Dessutom kan en oönskad effekt vara att barn i högre grad är nära äldre såsom mor- och farföräldrar, med en potentiellt förstärkande snarare än avtagande effekt på pandemin. Det finns således en debatt om hur effektivt det är med stängning av skolor. Länder som Österrike och Nederländerna har skickat hem de flesta studenterna, medan länder som Singapore och Sverige hållit grundskolor öppna men med förstärkta hygienåtgärder. I Malta och Kalifornien stängdes skolorna ända fram till september. Aldrig tidigare har så många skolor stängts i lika hög grad och utsträckning.
Skolnedstängningarna har inte bara påverkat elever, lärare och deras familjer, utan har också fått långtgående ekonomiska och sociala konsekvenser. I kölvattnet av skolnedstängningarna har flera socioekonomiska problem belysts, bland annat vad gäller studielån, tillgång till mat (skolmat) och hemlöshet. Barnomsorg, studentboenden, tillgången till internet och tjänster för personer med funktionsnedsättningar är andra problem som aktualiserats med nedstängningarna. Barn i utsatta familjer påverkades hårdare av detta, med avbrott i undervisningen, bristande näring i maten, brist på barnomsorg och följaktligen ekonomiska kostnader för familjer som därmed inte kunde arbeta. IFAU beräknar att den ökade frånvaron i den svenska skolan och förskolan har stora samhällsekonomiska kostnader och att det framtida produktionsbortfallet kan uppgå till cirka 10 miljarder.
Barn i utsatta familjer har också i högre grad bristande tillgång till datorer och internet, mat, tysta utrymmen och högutbildade föräldrar. I Danmark, Slovenien och Sverige hade mer än 95 % av alla femtonåringar tillgång till en dator hemma, oavsett social bakgrund. I den rikaste kvartilen i Mexiko var procentandelen också 95 %, jämfört med 29 % i den fattigaste. Tidiga beräkningar gjorde gällande att åttaåringar som inte kunde gå i skolan under våren år 2020 skulle tappa omkring ett år i den matematiska utvecklingen, och utan åtgärder för att minska eftersattheten skulle effekterna för barn i utsatta familjer kunna bli livslånga. Det finns dessutom en risk att lässvårigheter kommer att öka för unga barn, något som är svårt att fånga upp med distansundervisning. I Storbritannien visade tidiga beräkningar att skillnaderna mellan deltagande i fjärrundervisning var stor beroende på bakgrund. Medan hälften av elever i privata skolor deltog i digital undervisning gjorde bara tjugo procent det i statliga skolor. Liknande tendenser kunde ses i USA. I länder med hög BNP erbjöd nio av tio länder distansundervisning, jämfört med en av fyra skolor i fattigare länder. Hur mycket eleverna påverkas kan också ha att göra med hur undervisningen i landet ser ut. I Japan och Estland är de flesta elever vana vid självständigt arbete, en siffra som ligger på 40 % i OECD:s genomsnitt. I Italien och Frankrike är dock självständigt lärande ovanligt, vilket kan göra det svårt för de elever som nu deltar i distansundervisning hemifrån. Det är dock möjligt att effekterna blir påtagliga för barn i allmänhet. Dansk-amerikansk forskning om polioepidemin i New York 1916 visade dessutom att äldre barn har hög sannolikhet att lämna skolan helt och hållet under lång tid av nedstängd skola, medan yngre elever lämnar med sämre betyg än tidigare kohorter.

### Påverkan på övriga samhället
Nedstängningar och föreskrifter för allmänna sammankomster har i många länder försvårat eller helt pausat aktiviteten i hela samhällssektorer. Detta inkluderar turism, flygsektorn samt hotell- och restaurangsektorn, där flygresorna i många fall minskat till en bråkdel och vintersportorter avslutat säsongen i förtid. Istället har intresset för vandring och liknande utomhusaktiviteter ökat inför 2020 års europeiska semestersäsong.
Verksamheter som bygger på publika evenemang har till stora delar lagts på is, åtminstone i europeiska länder. Detta inkluderar idrott (där mästerskap och seriespel skjutits upp eller ställts in), biografer (som ofta endast kan arrangera drive-in-bio och premiären för storfilmer skjutits på framtiden), teatrar, musikkonserter, mässor och liknande sammankomster. I Spanien och Italien, länder med hårda utegångsförbud under pandemin, har bland annat musiker i många fall fått mer tid åt eget skapande. Youtube och andra videotjänster har fyllts med hemgjorda kortfilmer, "distanskonserter" och andra sätt att sprida musikaliteten.
I många näringar och företag har under pandemin distansarbete ersatt fysiska möten och arbete på kontor. Detta inkluderar företag inom tjänstesektorn, framför allt i länder med allmän och säker tillgång till både telefon och internet i hushållen. Datorbaserat arbete kan fortsätta utföras hemifrån, så länge man kan hålla kontakt med arbetsledningen, och möten kan i många fall skötas som videokonferenser (eftersom tekniken numera finns i var persons smarttelefon eller dator).

### Påverkan på sexuell och reproduktiv hälsa och rättigheter
På global nivå har covid-19-pandemin stor påverkan på sexuell och reproduktiv hälsa och rättigheter. Män och kvinnor drabbas på olika vis av viruset, och pandemier i allmänhet bidrar till växande ojämlikhet, bland annat för kvinnor och flickor, samt förstärker diskriminering av andra marginaliserade grupper såsom personer med funktionsnedsättningar, eller personer som befinner sig i extrem fattigdom. Pandemin har också påverkat HBTQ-rörelsen, och bland annat hade 220 pridefestivaler ställts in 3 april 2020. För HBTQ-personer med HIV, cancer och långvariga konsekvenser av rökning kan pandemin bidra till förstärkt utsatthet, när hälso- och sjukvården är belastad. I många länder är HBTQ-personer överrepresenterade i hemlöshet, och andra former av osäkra bostads- och familjesituationer, vilket innebär en förstärkt utsatthet under pandemin. FN:s befolkningsfond konstaterade att unga homosexuella, lesbiska, bisexuella, transsexuella, queera och intersexuella kommer bli särskilt utsatta och negativt påverkade av pandemin.
Att hälso- och sjukvård fungerar är viktigt för sexuell och reproduktiv hälsa och rättigheter, inte minst genom att tillförse säkra graviditeter och födslar, vilket i sin tur kräver att åtgärder för att stoppa smittspridning inom vården följs strikt. Covid-19-pandemin har lett till stor påverkan på hälso- och sjukvården världen över. Tillgång till preventivmedel och andra förnödenheter för sexuell och reproduktiv hälsa, såsom mensskydd, säkra aborter och vård efter aborter, tester och behandling för HIV och andra sexuellt överförbara infektioner är alla viktiga för kvinnors och flickors hälsa och hållbar utveckling, men kan påverkas negativt om tillgångskedjor belastas av pandemin och åtgärder för att hantera den.
I mars 2020 använde ungefär 450 miljoner kvinnor i 114 låg- och medelinkomstländer preventivmedel. Pandemin, tillsammans med social distansering och andra strategier för att minska spridning av pandemin, bedömdes göra det svårare för dessa kvinnor att fortsätta använda preventivmedel. Med en nedstängning i sex månader beräknas 47 miljoner kvinnor kunna förlora tillgång till preventivmedel, vilket i sin tur kan leda till 7 miljoner oönskade graviditeter. För varje tre månader som nedstängningen fortgår kan uppemot två miljoner ytterligare kvinnor förlora tillgång till preventivmedel.
Covid-19-pandemin har lett till ökat könsrelaterat våld och våld i nära relationer, på grund av utegångsförbud, nedstängning eller rekommendationer om att stanna hemma, liksom ökade begränsningar och restriktioner för resande, sådant som ökar utsattheten för våldsamma partner. Många strukturer i samhället som skyddar kvinnor och flickor påverkas negativt av pandemin och andra kriser, eller förstörs helt. Dessutom kan ökande ekonomiska problem och sociala spänningar bidra till att förstärka och öka våld i nära relationer. Under våren 2020 indikerade ökade telefonsamtal till våldsförebyggande hotlines och mediarapporter om ökat våld i nära relationer och dråp. Beräkningar visar på att om våldet ökar med 20% under nedstängningen kommer det motsvara ytterligare 15 miljoner fall av våld i nära relationer på tre månader under 2020, 31 miljoner fall på sex månader, 45 miljoner fall på nio månader och 61 miljoner fall om nedstängningsåtgärderna pågår under ett år.

### Påverkan på äldre
Trots bristen på tillgänglig data på global nivå är det klarlagt, från i stort sett all tillgänglig nationell data, att äldre personer tillhör riskgrupper i samband med covid-19. Hur mycket provtagning som sker varierar emellertid mellan olika länder och stater, och det finns därför en risk för desinformation vid försök att generalisera erfarenheter och rapporter från ett givet land.
Trots att andelen äldre är både relativt och absolut betydligt lägre i utvecklingsländer, i synnerhet i Afrika, finns det stora strukturella utmaningar och risker för äldre på kontinenten. De länder som har lägst andel äldre personer (såsom många av de minst utvecklade länderna) har minst resurser för äldre, begränsad erfarenhet av äldrevård (inklusive få geriatriska specialister), begränsad äldreomsorg och färre offentliga eller ideella stödstrukturer för vård och omsorg av äldre.
Äldre som bor på äldreboenden, särskilt inom äldrevård, är i synnerhet sårbara för infektioner och kan påverkas mycket allvarligt av covid-19. Samtidigt kan äldre som lever ensamma ha svårt att få tillgång till korrekt information, mat, medicin och andra nödvändigheter under karantän, och när civilsamhället på grund av nedstängning begränsats.

### Påverkan på miljön
Covid-19-pandemin har haft en direkt påverkan på atmosfären och miljön eftersom mycket industri och fabriker har minskat eller pausat sin produktion. Transporter har också minskat, vilket förstärker effekten. En konkret effekt av minskat resande, minskad biltrafik och stängda industrier är färre luftföroreningar. Bedömare befarar dock att en försämring av ekonomin – bland annat på grund av pandemins effekter – i förlängningen kan leda till färre miljöförbättrande åtgärder.

### Främlingshat och rasism
I samband med covid-19-pandemin har rasdiskriminering av människor från kinesiska och andra asiatiska etniciteter ökat kraftigt i världen. I Sverige har individer blivit utsatta för mobbing, blivit tvungen att lämna en spårvagn, eller blivit fysiskt misshandlad.

## Rykten och desinformation
I samband med utbrottet har rykten och felaktiga uppgifter spridits, vilket har fått företrädare för myndigheter att tala om en ”infodemi”. Det sprids konspirationsteorier om varifrån viruset kommer och att det finns något som står bakom. Andra vanliga felaktiga uppgifter handlar om hur man ska skydda sig från smitta genom att konsumera specifika kemikalier, livsmedel och liknande. Sputnik i Tyskland framhöll exempelvis att det inte hjälper att tvätta händer. Rykten i samband med sjukdomsutbrott är ofta ett sätt för människor att hantera rädsla och oro, men det finns risker för att felaktig information leder till att människor handlar på ett sätt som förvärrar utbrottet. Rasistiska angrepp på personer med asiatiskt utseende har förekommit, och i Afrika har hatkampanjer inletts mot sociala och etniska grupper. Koordinerade desinformationskampanjer har försökt framställa utsatta minoriteter som orsaker till pandemin, och har även verkat för att så misstro till demokratiska institutioners förmåga att hantera och effektivt bekämpa den rådande pandemin.
Dessutom försöker statliga eller statligt uppbackade aktörer på flera olika vis att främja geopolitiska intressen genom desinformations- eller ryktesspridningskampanjer. En rapport från Europeiska utrikestjänsten visade att det fanns omfattande försök från Ryssland och Kina, men även Syrien, att sprida desinformation om pandemins påverkan på Europeiska unionen. Desinformationskampanjer, menar man i rapporten, har lättare att få fäste i och med den vetenskapliga osäkerhet som präglar den pandemiska situationen, något som statliga aktörer eller aktörer med statligt stöd försöker utnyttja. Exempel man pekade på var exempelvis Russia Today och Sputnik. Budskap liknande aktörer försökte föra fram var exempelvis hur EU håller på att falla ihop på grund av krisen, liksom hur viruset egentligen har skapats av människor för att missgynna andra. Andra budskap innefattar att EU är själviska och bara bryr sig om sig själva, att EU utnyttjar situationen för att gynna sina egna intressen, och att Ryssland och Kina är ansvarstagande stormakter i den rådande situationen. Dessa budskap har sedan förstärkts i sociala medier.
I Mellanöstern och Nordafrika har Islamiska staten använt sig av covid-19-pandemin i sina desinformationskampanjer. Man har uppmanat militanta islamister att använda sig av det rådande kaoset och förvirringen som har uppstått för att rikta hat mot västvärlden.